# Raszko Atanasow
Raszko Atanasow Atanasow (bułg. Рашко Атанасов Атанасов, ur. 13 sierpnia 1884 w Wielkim Tyrnowie, zm. 1 lutego 1945 w Sofii) – bułgarski wojskowy, generał major, deputowany do Zgromadzenia Narodowego 25. kadencji, w roku 1935 minister spraw wewnętrznych Carstwa Bułgarii.

## Życiorys
Był synem Atanasa Atanasowa. W 1900 rozpoczął służbę wojskową, w 1905 ukończył szkołę wojskową w Sofii, w stopniu podporucznika. Rozpoczął służbę w Tyrnowie, ale w 1909 przeszedł do rezerwy. W czasie I wojny bałkańskiej powrócił do służby i został skierowany do 9 pleweńskiej dywizji piechoty, gdzie dowodził kompanią, a po awansie na kapitana – batalionem. W czasie I wojny światowej dowodził batalionem w 50 pułku piechoty.
Po zakończeniu wojny ukończył Akademię Wojenną w Sofii i w latach 1921-1923 prowadził zajęcia ze studentami szkoły wojskowej. W 1924 objął dowództwo batalionu piechoty, a w 1928 został szefem sztabu 6 dywizji piechoty. Od 1931 pełnił funkcję oficera inspekcyjnego i komendanta szkoły dla oficerów rezerwy. W 1935 awansowany na stopień generała–majora, objął stanowisko inspektora piechoty. W 1935 objął stanowisko ministra spraw wewnętrznych i opieki zdrowotnej w gabinecie Andreja Toszewa. W tym samym roku przeszedł do rezerwy.
Od 1935 zajmował się działalnością sportową. W latach 1935–1940 kierował towarzystwem sportowym Junak (Юнак). W latach 1941–1944 kierował Bułgarskim Komitetem Olimpijskim. Po przejęciu władzy przez komunistów we wrześniu 1944 Atanasow został aresztowany i stanął przed Trybunałem Ludowym. Skazany na karę śmierci, został rozstrzelany 1 lutego 1945. W 1996 Sąd Najwyższy Bułgarii oczyścił Atanasowa ze stawianych mu zarzutów.
Był żonaty (żona Kristina), miał dwoje dzieci.

## Awanse
- podporucznik (Подпоручик) (1905)
- porucznik  (Поручик) (1908)
- kapitan  (Капитан) (1913)
- major  (Майор) (1917)
- podpułkownik  (Подполковник) (1920)
- pułkownik  (Полковник) (1928)
- generał major  (Генерал-майор) (1935)

## Odznaczenia
- Order za Waleczność IV st., 1 kl. i 2 kl.
- Order Zasługi Wojskowej
- Order Świętego Aleksandra
- Krzyż Żelazny II klasy

## Publikacje
- 1926: Сръбско-българската война 1885
- 1929: Тактиката и командуването на пехотната единица
- 1930: Пехотният войник и отдельонният командир в боя
- 1936: Нощна тактика
- 1942: Генерал от пехотата Иван Фичев